# Pedro Mario Herrero
Pedro Mario Herrero López (Santiago Arenas, Siero, Asturias, 21 de noviembre de 1928 - Jerez de la Frontera, Cádiz, 25 de marzo de 2005) fue un director de cine, guionista, dramaturgo y periodista español.

## Filmografía

### Guionista
- La banda de los ocho (1961) de Tulio Demicheli
- Los elegidos (1963), de Tulio Demicheli
- Ensayo general para la muerte (1962), de Julio Coll
- El niño y el muro (1964), de Ismael Rodríguez
- Sangre en el ruedo (1969), de Rafael Gil
- Los pecados de una chica casi decente (1975) de Mariano Ozores
- El alcalde y la política (1980) de Luis María Delgado
- Morte in Vaticano (1982) de Marcello Aliprandi

### Director
- La barrera (1965)
- Adiós Cordera (1969) adaptación del libro de Leopoldo Alas, Clarín
- Club de solteros (1967)
- No disponibles (1968)
- Si estás muerto, por qué bailas (1971)
- Cao-Xa (1973)
- El gran secreto (1980)

## Obras literarias
- La balada de los tres inocentes (teatro)
- No le busques tres piernas al alcalde (teatro)
- A bordo del Terín (teatro)
- Atado y bien atado (novela)
- Crónicas desde el Vietnam

## Premios
Medallas del Círculo de Escritores Cinematográficos
| Año  | Categoría   | Película                      | Resultado |
| ---- | ----------- | ----------------------------- | --------- |
| 1962 | Mejor guion | Ensayo general para la muerte | Ganador   |